# Trattato di Parigi (1920)

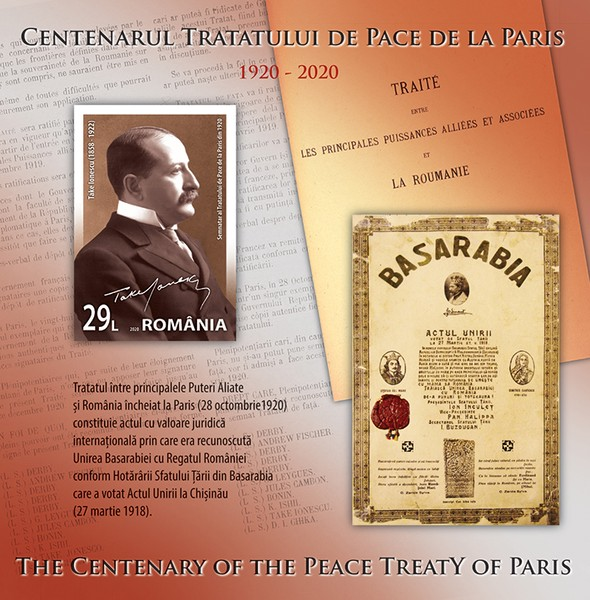

Il trattato di Parigi del 28 ottobre 1920 ratificato da parte delle potenze vincitrici (Italia, Francia, Regno Unito), sanciva ufficialmente l'unione della Bessarabia al regno di Romania.
Il 9 aprile 1918 (27 marzo 1918 secondo il calendario giuliano) durante il caos della guerra civile russa il parlamento della Repubblica Democratica Moldava (Sfatul Ţării) votò in favore dell'annessione con la Romania con 86 voti a favore, 3 contrari e 36 astenuti.
Inizialmente gli Stati Uniti d'America non riconobbero questo accordo in quanto la Russia, alla quale veniva sottratto questo territorio, non era rappresentata.
Successivamente solo la Russia ed il Giappone non riconobbero mai questa unione.